# オックスフォード運動

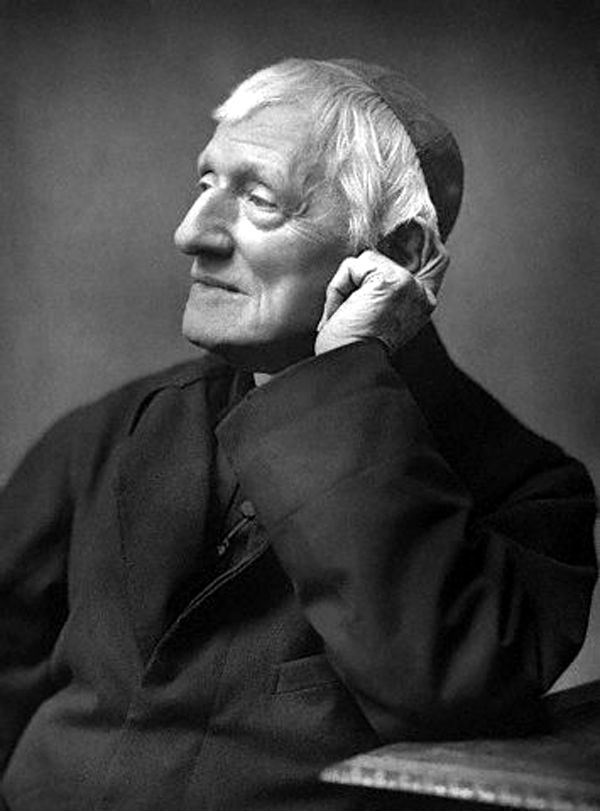
ジョン・ヘンリー・ニューマン（1801年 - 1890年）

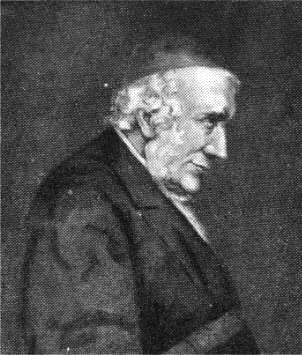
エドワード・ボウヴァリー・ピュージー（1800年 - 1882年）は後にカトリックへ改宗し枢機卿にまでなった

オックスフォード運動（オックスフォードうんどう、英語: Oxford Movement）は、イングランド教会（聖公会）の高教会派（High church）の人々（保守主義者）の運動で、その結果アングロ・カトリック主義が生まれた。初期の運動の中心になった人々がオックスフォード大学と関係していたのでそう呼ばれていて、キリスト教信仰の古い伝統を聖公会の典礼と神学に反映しようと主張した。彼らは聖公会が四つのキリスト教の特徴（「一つの、聖なる、公会の、使徒の教会」＝ニカイア・コンスタンティノポリス信条の一節）の三つの枝のひとつであると考えた。
この運動の考え方は、トラクトの集大成『Tracts for the Times』（1833～1841年）が出版されたので、トラクト主義（Tractarianism）として知られている。また、二人のトラクト著者であるジョン・ヘンリー・ニューマンとエドワード・ボウヴァリー・ピュージーから、ニューマン主義者（Newmanites）またはピュージー主義者（Puseyites）とも呼ばれた。 他に、キーブル（John Keble）、マリオット（Charles Marriott）、フラウド（Hurrell Froude）、ウィルバーフォース（Robert Wilberforce）、ウィリアムズ（Isaac Williams）、パーマー（William Palmer）などがいた。
この運動の神学的な意義としては、イングランド国教会が、古代教会との連続性の内にあり、本来の意味でのカトリック教会の枝であるという教会論を再確認したことである。

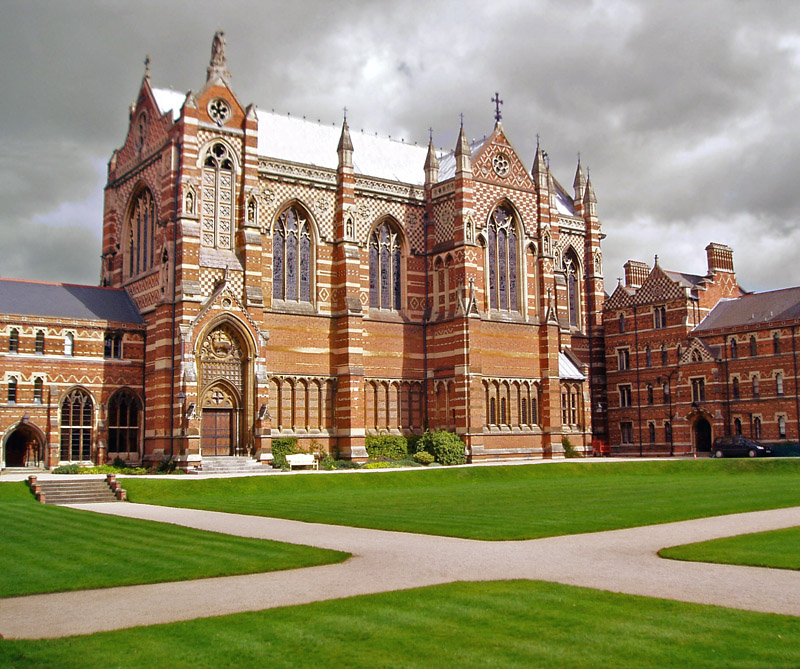
オックスフォード大学キーブル・カレッジ